# Cheyres-Châbles
Cheyres-Châbles est une commune suisse du canton de Fribourg, située dans le district de la Broye.

## Géographie
Le territoire de Cheyres-Châbles s'étend sur 9,87 km2. Lors du relevé de 2013-2018, les surfaces d'habitations et d'infrastructures représentaient 13,6 % de sa superficie, les surfaces agricoles 46,2 %, les surfaces boisées 31,9 % et les surfaces improductives 8,4 %.
Cheyres-Châbles est limitrophe des communes de Châtillon, Estavayer et Lully dans le canton de Fribourg ainsi que de Rovray et Yvonand dans le canton de Vaud.

## Histoire
La commune voit le jour le 1er janvier 2017, à la suite de la fusion des anciennes communes de Cheyres et de Châbles.